# بوبي بلاند
بوبي بلاند (بالإنجليزية: Bobby Bland)‏ هو مغني أمريكي، ولد في 27 يناير 1930 في Rosemark, Tennessee ‏ في الولايات المتحدة، وتوفي في 23 يونيو 2013 في ممفيس في الولايات المتحدة.

## وصلات خارجية
- بوبي بلاند على موقع IMDb (الإنجليزية)
- بوبي بلاند على موقع الموسوعة البريطانية (الإنجليزية)
- بوبي بلاند على موقع ميوزك برينز (الإنجليزية)
- بوبي بلاند على موقع رولينغ ستون (الإنجليزية)
- بوبي بلاند على موقع إن إن دي بي (الإنجليزية)
- بوبي بلاند على موقع أول ميوزيك (الإنجليزية)
- بوبي بلاند على موقع ديسكوغز (الإنجليزية)
- بوبي بلاند على موقع قاعدة بيانات الفيلم (الإنجليزية)